# Benno Weiser Varon
Benno Weiser Varon (geboren 4. Oktober 1913 in Czernowitz, Österreich-Ungarn; gestorben 5. Oktober 2010 in Brookline, Massachusetts) war ein israelischer Diplomat.

## Leben
Benno Weiser war ein Sohn des Lederwarenhändlers Leon Weiser und der Gusti Weinreb. Er hatte zwei Geschwister, sein Bruder Max Weiser wurde Textilunternehmer in Ecuador. Seine Familie floh nach Ausbruch des Ersten Weltkrieges vor den russischen Truppen aus Galizien nach Wien. 
Als Benno Weiser sein Medizinstudium an der Wiener Universität aufnahm, versuchten die österreichischen Nationalsozialisten das Studium von jüdischen Studenten gewaltsam zu verhindern, wodurch Weiser in Prügeleien hineingezogen wurde. Weiser literarische und politische Interessen mündeten auch in einem Engagement an Oscar Tellers 1927 gegründeten „Jüdisch-Politischen Cabaret“, bei dem er ab 1932 als „Hausdichter“ mitwirkte. Weiser schrieb nicht nur Texte, sondern trat im Kabarett auch selbst auf. Nach dem Anschluss Österreichs an das Deutsche Reich musste Weiser das Medizinstudium abbrechen und aus Österreich fliehen.
Er emigrierte nach Südamerika, lebte seit 1939 in Ecuador und reüssierte dort als politischer Leitartikler führender spanischsprachiger Zeitungen Südamerikas. Ab dem 30. Januar 1942 erschien in spanischer Sprache sein autobiografischer Roman Yo era Europeo in dreiundfünfzig Folgen in seiner eigenen Wochenzeitung „La Defensa“. Es war einer der ersten deutschen Exilromane, der dann 1943 in Buchform bei „Editorial Fernandez“ in Quito verlegt wurde.
Nach Ende des Zweiten Weltkrieges leitete er die Latein-Amerika-Abteilung der Jewish Agency mit Sitz in New York City. Nach Gründung des Staates Israel wurde er Leiter dessen Informationsdienstes für Südamerika. 1960 zog er nach Israel und nahm den Namen Varon an. In Jerusalem war er 1961 als Journalist beim Eichmann-Prozess. 1964 ernannte Israel ihn zum Botschafter in der Dominikanischen Republik, so dass er tatsächlich nur vier Jahre seines Lebens sich in Israel aufgehalten hat. Nach einer weiteren diplomatischen Tätigkeit in der israelischen Vertretung bei den Vereinten Nationen war er von 1968 bis 1972 Botschafter in Paraguay. Bei einem Überfall von Palästinensern auf die Botschaft in Asunción wurde 1970 eine Botschaftssekretärin erschossen, eine weitere schwer verletzt, Weiser entging dem Anschlag mit Glück.
Ab 1973 wohnte Weiser in Boston, danach in Brookline. Er lehrte ab 1986 als Professor für Judaistische Studien an der Boston University. Außer für die Zeitung schrieb Weiser auch Gedichte, Essays und Romane in deutscher, spanischer und englischer Sprache, er sprach außerdem auch Polnisch, Jiddisch und Hebräisch.
Weiser war seit 1956 in zweiter Ehe mit Miriam Laserson verheiratet. Er hat eine Tochter, Daniela Weiser-Varon, und einen Sohn, Leonard Weiser-Varon. Weiser Varon wurde auf dem Mount Auburn Cemetery in Cambridge, Massachusetts beigesetzt.

## Schriften
- Ich war Europäer: Roman einer Generation, Aus dem Span. übers. von Reinhard Andress und Egon Schwarz. Mit einem Nachw. von Reinhard Andress, Wien : Picus-Verl. 2008 ISBN 978-3-85452-637-7
- El mirador del mundo, Quito : Editorial Fernández, 1941.
- Yo era Europeo novela, Quito, Ecuador, Editorial Fernández, 1943.
- Visitenkarte Gedichte, New York : Marstin Press, 1957
- For heaven's sake: a one-act play in seven scenes, New York : American Committee for Israel's Tenth Anniversary Celebration, 1958
- Si yo fuera paraguayo; artículos aparecidos y charlas pronunciadas en el Paraguay, Asunción, Editorial del Centenario, 1972.
- The haunting of Meyer Levin, in: Midstream[3], August/September 1976, Volume XXII, No. 7.
- How, though Jewish, I did not become a doctor in: Midstream, November 1978
- Professions of a Lucky Jew, New York : Cornwall Books, 1992

## Film (Mitwirkung)
- Alisa Douer: Wien 1938. Heimkehr in ein fernes Land